# François Joseph Bouvet
François Joseph baron Bouvet de Précourt (23. dubna 1753 Lorient – 20. července 1832 Brest) byl francouzský admirál. U námořnictva sloužil od svých třinácti let, jako vojevůdce se prosadil za francouzských revolučních válek, kdy dosáhl hodnosti kontradmirála (1793). V éře napoleonských válek zastával již jen podružné funkce v námořní administraci. Po pádu císařství přešel do služeb Bourbonů, získal titul barona (1814) a nakonec byl povýšen na viceadmirála (1816).

## Životopis

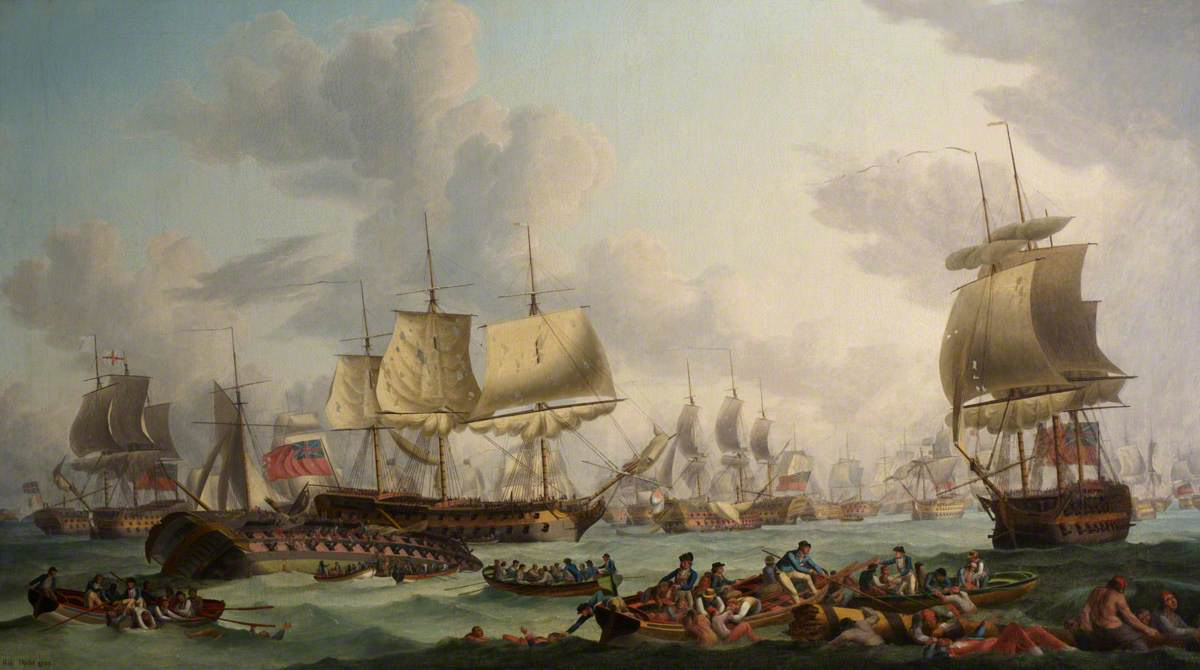
Bitva Slavného 1. června, 1794 (obraz ze sbírek Národního námořního muzea v Greenwichi)

Narodil se jako syn Reného Josepha Bouveta, kapitána ve službách Francouzské Východoindické společnosti. Pod otcovým velením sloužil na moři od roku 1765, absolvoval cesty do Číny a Indie a již v roce 1774 byl kapitánem loďstva Východoindické společnosti. Během americké války za nezávislost bojoval v Karibiku proti Britům a v roce 1786 byl povýšen na poručíka královského námořnictva. Po revoluci vstoupil do služeb Francouzské republiky a v roce 1793 byl povýšen na kapitána. Ještě téhož roku dosáhl hodnosti kontradmirála a jako zástupce velitele brestské flotily se s Villaret-Joyeusem zúčastnil bitvy Slavného 1. června (1794).
V letech 1794–1796 se svou flotilou křižoval vody kanálu La Manche, v roce 1797 měl z moře podpořit výsadek generála Hocha v Irsku. Přes dílčí úspěchy se celý plán francouzského vylodění v Irsku nepodařil a Bouvet byl po svévolném návratu do Brestu zbaven velení. Do aktivní služby byl znovu povolán Napoleonem a v roce 1802 byl vyslán k obsazení Guadeloupe. Po návratu byl dekorován řádem Čestné legie a od roku 1803 byl vojenským velitelem přístavu v Brestu. V Brestu pak v letech 1813–1814 zastával funkci námořního prefekta (préfet maritime). Po restauraci Bourbonů byl povýšen na barona a získal Řád sv. Ludvíka (1814). V roce 1816 dosáhl hodnosti viceadmirála a aktivní službu zakončil jako námořní prefekt v Lorientu (1816–1817). V roce 1817 byl na vlastní žádost penzionován a dožil v soukromí.